# کوتچه
کوتچه (به مجاری:  Kötcse) یک منطقهٔ مسکونی در مجارستان است که در ناحیه شیوفوک واقع شده‌است. کوتچه ۱۹٫۵۴ کیلومتر مربع مساحت و ۵۰۷ نفر جمعیت دارد.